# 하북초등학교 (창원시)
하북초등학교는 대한민국 경상남도 창원시에 있는 초등학교다.

## 학교 연혁
- 1924.04.01 진동고등심상소학교 설립
- 1946.05.20 하북국민학교 개교(3학급)
- 1993.02.01 하북초등학교 병설유치원 인가
- 1995.03.01 진북분교장 통폐합
- 2007.11.22 경남 교육청선정 체육우수학교
- 2009.09.01 경남교육청선정 학력향상중점학교
- 2010.03.17 학력우수학교 교육감 표창
- 2011.03.01 경남교육청지정 '노래하는 학교' 시범학교
- 2013.02.21 제 64회 졸업식(총 3,146명)
- 2013.09.01 제 28대 곽복련 교장 부임
- 2014.02.19 제 65회 졸업식(총 3,166명)